# Сіба-іну
Шіба-іну (яп. 柴犬) — порода мисливських собак, виведена на японському острові Хонсю, найменша з шести порід споконвічно японського походження. 1936 року оголошена національним надбанням Японії, де основне поголів'я цих собак перебуває в селах.
Шіба належить до стародавніх порід. Її предками були собаки, яких використовували для полювання на пернату дичину в заростях із густим підліском, а також на ведмедя, оленя та кабана. Схрещуючи їх між собою, концентрували та закріпляли бажані мисливські характеристики.

## Назва
Згідно з системою Коваленка, назва породи українськими буквами пишеться шібаіну або шібакен — в японській мові ієрогліф 犬 може читатись іну або кен, схоже на те, як українською можна сказати «собака» або «пес». Шіба-іну, або малий японський собака, на Батьківщині має назву шіба-кен, або японський карлик.
Існує декілька гіпотез щодо походження її назви. За однією з них слово «шіба» може бути похідним від слова «шібафу», що означає пучок трави, позаяк колір шерсті нагадує колір пожовтілої трави, за іншою походить від старого місцевого значення слова «маленький».
Назву породи також можна перекласти «собака з повного чагарнику лісу», що відображає призначення породи. Шіба стала винятком серед інших національних японських порід, назви яких були пов'язані з географією та надавались на честь районів їх найбільшого розповсюдження.

## Історія породи

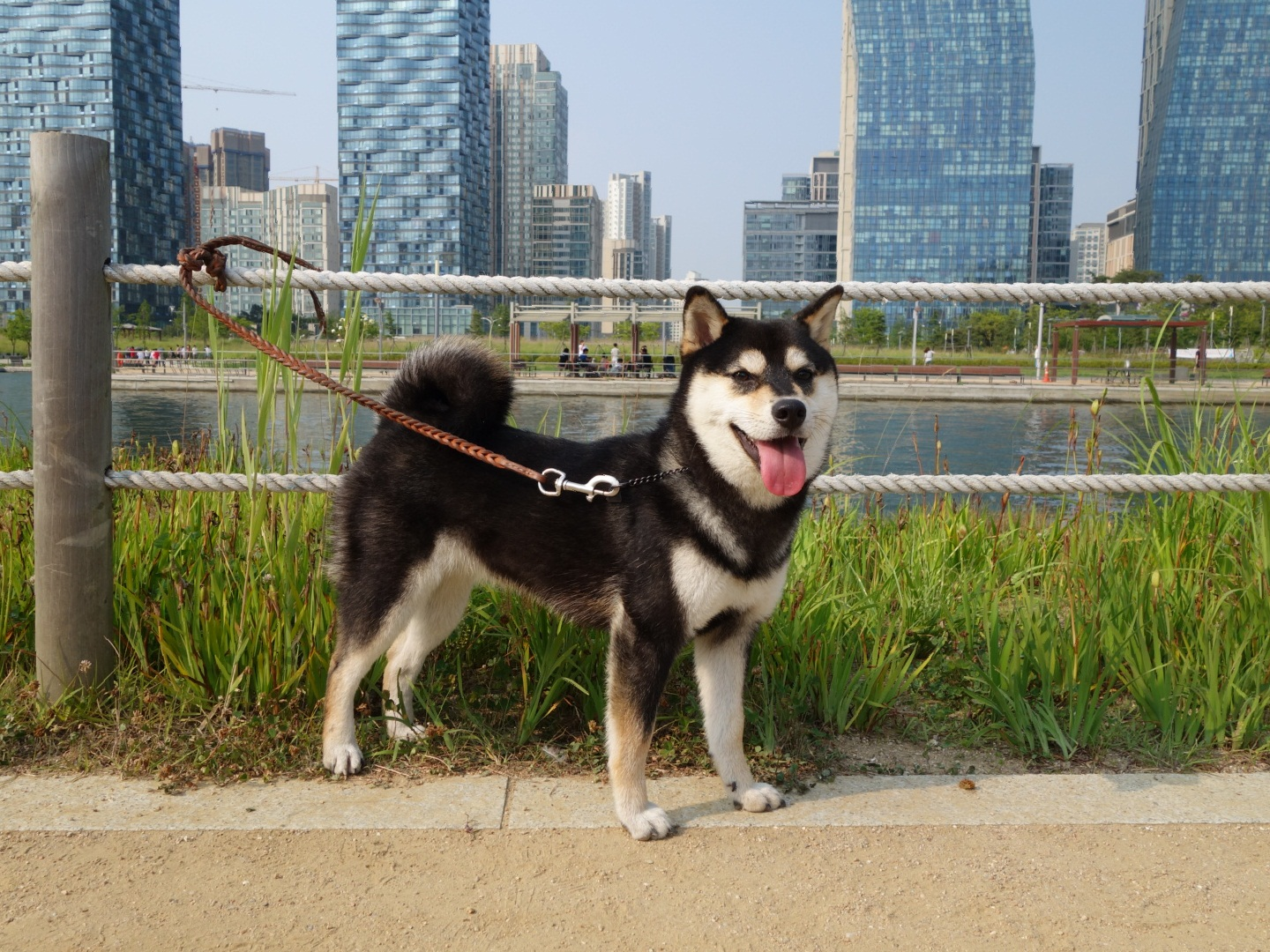
Восьмимісячна шіба-іну

Археологами знайдені останки собак схожого типу, що датуються IV-III століттями до н. е. Порода шіба-іну належить до групи шпіців, має всі властиві їм характеристики: гострі стоячі вуха, особливу форму хвоста, густу дворівневу шерсть. На думку експертів, прабатьки шіба-іну були завезені на японські острови з Китаю або Кореї, і вже в ході схрещування з місцевими породами сформувався нинішній стандарт. Будучи близьким родичем акіта-іну, шіба характеризуються більш дрібними розмірами. Спорідненість порід підтверджено генетично.
До середини XIX століття Японія була закритою країною, і шіба-іну розводили тільки на даній території. З подоланням ізоляції собаки потрапили в Азію і Європу, де кінологи оцінили гострий розум і прекрасні мисливські якості тварин. Для поліпшення цих характеристик власники стали практикувати активне схрещування шіба з пойнтерами і сетерами. Відсутність стандарту і безсистемна селекція привели до майже повного зникнення породи.
У 1928 році було прийнято рішення про проведення заходів, спрямованих на збереження чистоти породи та відновлення її чисельності. Основними критеріями відбору стали стоячі трикутні вуха, глибоко посаджені очі, щільна дворівнева шерсть і хвіст, круто закручений за спину.
До 1934 року кінологам вдалося сформувати стандарти породи. У 1936 році шіба була оголошена національним надбанням Японії, вдалося запобігти вимиранню тварин. Друга світова війна негативно позначилася на генофонді: багато собак загинуло, в ході військових дій постраждали притулки. Після встановлення миру знову почалась планомірна робота з відновлення породи. Ускладнила ситуацію епізоотія: спалахнула епідемія чумки, яка істотно скоротила ряди чотирилапих.
Довоєнна порода охоплювала десятки різновидів шіби. Катаклізми залишили в достатній для селекції кількості всього три підтипи: міно, сан-ін та шин-шу. Будучи споконвічно японської породою, сучасна шіба-іну є результатом спрямованої селекції саме цих тварин.
До початку 80-х років порода отримала широке поширення за кордоном, а в 1992 році була визнана американськими асоціаціями AKC і UKC. Густа шерсть, незвичайна лисяча зовнішність, гострий розум, активність і допитливість — далеко не повний список переваг, які дозволили шіба-іну здобути неабияку популярність серед людей. Сьогодні її роль мисливця відійшла на другий план, віддавши головну роль обов'язкам компаньйона.

## Темперамент
Шіба-іну дуже дисципліновані й після досягнення тритижневого віку — охайні. Шіба відрізняється розумом і кмітливістю, безмежно любить свого господаря, однак регулярно дає зрозуміти, що може прожити й без нього. У будинку собаки непогано уживаються з усіма, включаючи кішок, винятком є лише птиці та гризуни, які сприймаються ними як здобич. З іншими собаками контактують нормально, при цьому самці шіби не завжди ладнають один з одним, особливо всередині породи.
Шіба потребує ранньої соціалізації, якщо з щенячого віку не привчити собаку до людей, то вона вже ніколи до них не звикне. Людину ця собака не боїться, але не дозволяє себе гладити, до повідця і нашийника ставиться неприязно. Шіба-іну багато в чому, як не дивно, нагадує кішку. Вона самостійна, вперта і незалежна, у зв'язку з чим має схильність надовго тікати з дому, охайна, завдяки кмітливості можуть знаходити собі заняття на години. Від природи шіба дуже пильна, витривала, добре виконує обов'язки сторожа. Ці собаки надзвичайно допитливі. Шіба реагує на кожну подію без винятку і неодмінно постарається взяти в ній участь. У дитячих іграх шіба-іну прекрасний компаньйон, на полюванні — відмінний помічник, а в туристичних прогулянках — невтомний супутник. Приваблива зовнішність шіба робить її однією з найбільш популярних японських порід собак, які вже протягом багатьох років вивозяться на Захід. 
Часом замість ігор з іншими собаками надає перевагу спостереженню з боку за цим процесом. Нерідко, зберігаючи певну дистанцію з родичами, прагне до самотності, при цьому шіби вельми чутливі до доброти та ніжності власника. Навіть залишаючись слухняними, поводяться незалежно, створюючи у господаря відчуття, що він не володіє своєю собакою, а лише має право бути з нею завдяки її прихильності. У порівнянні з іншими породами поведінка шіби часом може здаватися незвичною і незрозумілою.
Споглядання зовнішнього світу — характерна особливість шіба-іну, яка, занурюючись в роздуми, здатна годинами спостерігати, наприклад, вид з вікна, річковий пейзаж або захід сонця.
Шіба швидко розуміє, чого від неї хоче господар, втім, якщо ці вимоги розходяться з її особистими поглядами, вона докладе максимум зусиль, щоб вчинити по-своєму. Якщо собака все-таки напакостила або зробила щось недозволене, і за цим заняттям її зловить господар, то шіба-іну зробить все, щоб уникнути покарання. Собака буде кататися на спині, скавучати, хрюкати, при цьому активно використовуючи мімічні м'язи й роблячи найрізноманітніші смішні гримаси. На жаль, покарання шіба забуває швидко, і якщо була впевнена, що вчинила правильно, то повтору подій довго чекати не доведеться.
Шіба не виносить грубості та примусу, для досягнення взаєморозуміння і хорошого контакту потрібно стати для собаки партнером. Через добре розвинений мисливський інстинкт, щоб уникнути неприємних ситуацій, власнику слід бути особливо уважним в місті та місцях, де можуть зустрітися незнайомі тварини.